# Qiziltepa (wilajet fergański)
Qiziltepa (uzb. cyr. Қизилтепа, ros. Кызылтепа) – miejscowość w tumanie Oltiariq w wilajecie fergańskim w Uzbekistanie. Jest oddalona od stolicy wilajetu – Fergany o 33,5 kilometra.